# Чарлс Пърси Сноу
Чарлс Пърси Сноу (на английски: Charles Percy Snow) е английски обществен деец, учен физик и писател, автор на произведения в жанровете драма и документалистика.

## Биография и творчество
Чарлс Пърси Сноу е роден на 15 октомври 1905 г. в Лестър, Англия, в семейството на Уилям и Ада Сноу. Има трима братя. Учи в Колежа „Рутланд“ (сега Университет на Лестър) и завършва с бакалавърска степен по химия през 1927 г. и с магистърска степен по физика през 1928 г. Получава през 1930 г. докторска степен по спектроскопия в Християнския колеж към Кеймбриджкия университет.
След дипломирането си работи като преподавател към колежа, занимава се с научна работа и си спечелва името на авторитетен учен-физик. Редактор е на изданията на университета, а в периода 1937-1940 г. и на списание „Дискавъри“. В периода 1940-1944 г. е технически директор към Министерството на труда, като по време на Втората световна война е един от организаторите и ръководителите на Комитета по научна помощ за фронта. За заслуги през 1943 г. е удостоен със званието Командор на Ордена на Британската империя. В периода 1947-1964 г. ръководи Националната електрическа компания. В периода 1961-1964 г. е и ректор на Университета на Сейнт Андрюс.
През 1957 г. е посветен от кралица Елизабет II в рицарско звание, а през 1964 г. става лорд като барон Сноу. Като политик работи в периода 1964-1966 г. като парламентарен секретар на Камарата на лордовете към Министерството на технологиите в лейбъристкото правителство на Харолд Уилсън.
През 1950 г. се жени за писателката Памела Джонсън. Имат един син – Филип.
Започва да пише още като студент в Лестър. През 1932 г. е издаден първият му криминален роман „Death under Sail“ (Смърт под корабното платно).
Става известен с цикъла си реалистични романи „Чужди и братя“ (1940-1970), включващ романите „Чужди и братя“, „Светлината и мракът“, „Време на надежди“, „Ректорите“, „Новите хора“, „Завръщания у дома“, „Съвестта на богатите“, „Делото“, „Коридори на властта“, „Сънят на разума“, и „Последни неща“. Те представят академичния, обществения и частен живот живот на главния герой, англичанина Луис Елиът, правейки щателен анализ на бюрократа и покваряващото влияние на властта.
През 1959 г. публикува книгата си „Двете култури“, която е основана на четени от него лекции в Кеймбриджкия университет, за разрива между културата на духовните науки и литературата, от една страна, и културата на естествените науки и техниката, от друга, между учени и интелектуалци. Според него това разграничение между научна и хуманитарна култура е пречка за решаване на проблемите по света.
Той е критик на модернизма и е привърженик на традиционния роман и култура. В книгата си от 1978 г. „Реалистите“ описва творчеството на осем романисти – Стендал, Оноре дьо Балзак, Чарлз Дикенс, Фьодор Достоевски, Лев Толстой, Бенито Перес Галдос, Хенри Джеймс и Марсел Пруст, като прави защита на реалистичния роман.
Удостоен е с почетното звание „доктор хонорис кауза“ от Ростовския университет.
Чарлс Пърси Сноу умира на 1 юли 1980 г. в Лондон.

## Произведения

### Самостоятелни романи
- Death under Sail (1932)
- The Search (1934)
- The Malcontents (1972)
- In Their Wisdom (1974)
- A Coat of Varnish (1979)
Лустро, изд. „Христо Г. Данов“, Пловдив (1985), прев. Иванка Томова

### Серия „Чужди и братя“ (Strangers and Brothers)
1. Strangers and Brothers (1948) – издаден и като „George Passant“
2. The Light and the Dark (1947)
3. Time of Hope (1949)
4. The Masters (1951)
5. The New Men (1954)
6. Homecomings (1956)
Завръщания у дома, изд. „Народна култура“, София (1966), прев.
7. The Conscience of the Rich (1958)
8. The Affair (1960)
Делото, изд. „Народна култура“, София (1979), прев.
9. Corridors of Power (1964)
Коридори на властта, изд. „Отечествен фронт“, София (1967), прев.
Коридори на властта, изд. „Захарий Стоянов“, София (2011), прев. Жени Божилова
10. The Sleep of Reason (1968)
11. Last Things (1970)

### Документалистика
- The Two Cultures and the Scientific Revolution (1959)
- Science and Government (1961)
- The Two Cultures, and a Second Look (1963)
Двете култури и още веднъж за двете култури, изд. „Отечествен фронт“, София (1983), прев. Ст. Керванбашиев
- A Variety of Men (1967)
- The State of Siege (1969)
- Public Affairs (1971)
- Trollope (1975)
- The Realists (1978)
Реалистите, изд. „Народна култура“, София (1983), прев. Мариана Неделчева
- The Physicists (1981)